# Вежі (Калузька область)
Вежі (рос. Вежи) — присілок в Кіровському районі Калузької області Російської Федерації.
Населення становить 21 особу. Входить до складу муніципального утворення Присілок Виползово.

## Історія
Від 2004 року входить до складу муніципального утворення Присілок Виползово.

## Населення
| 2002 | 2010 |
| ---- | ---- |
| 30   | ↘21  |